# Copa Libertadores da América de 1986
A edição de 1986 da Taça Libertadores da América foi a 27.ª disputada ao longo da história. O Club Atlético River Plate, da Argentina, foi o campeão após derrotar o América de Cali, da Colômbia, em ambas as partidas da final.
O torneio não contou com equipes da Venezuela por conta de uma punição imposta pela FIFA contra a Federação Venezuelana de Futebol por irregularidades em sua administração, causando a suspensão do país do campeonato.

## Fase de grupos
O Argentinos Juniors, da Argentina, campeão da Taça Libertadores da América de 1985, avançou direto para as semifinais.

### Grupo 1
| Time                 | Pts | J | V | E | D | GP | GC | SG |
| -------------------- | --- | - | - | - | - | -- | -- | -- |
| River Plate          | 11  | 6 | 5 | 1 | 0 | 13 | 4  | 9  |
| Montevideo Wanderers | 6   | 6 | 3 | 0 | 3 | 10 | 10 | 0  |
| Boca Juniors         | 6   | 6 | 2 | 2 | 2 | 7  | 8  | -1 |
| Peñarol              | 1   | 6 | 0 | 1 | 5 | 4  | 12 | -8 |

| 9 de julho de 1986   |     |                      |  |              |
| Boca Juniors         | 1–1 | River Plate          |  | Buenos Aires |
| Montevideo Wanderers | 3–1 | Peñarol              |  | Montevidéu   |
| 16 de julho de 1986  |     |                      |  |              |
| Montevideo Wanderers | 0–2 | River Plate          |  | Montevidéu   |
| 17 de julho de 1986  |     |                      |  |              |
| Peñarol              | 1–2 | Boca Juniors         |  | Montevidéu   |
| 23 de julho de 1986  |     |                      |  |              |
| Montevideo Wanderers | 2–0 | Boca Juniors         |  | Montevidéu   |
| 24 de julho de 1986  |     |                      |  |              |
| Peñarol              | 0–2 | River Plate          |  | Montevidéu   |
| 29 de julho de 1986  |     |                      |  |              |
| Peñarol              | 0–1 | Montevideo Wanderers |  | Montevidéu   |
| 1 de agosto de 1986  |     |                      |  |              |
| Boca Juniors         | 1–1 | Peñarol              |  | Buenos Aires |
| 6 de agosto de 1986  |     |                      |  |              |
| River Plate          | 3–1 | Peñarol              |  | Buenos Aires |
| 7 de agosto de 1986  |     |                      |  |              |
| Boca Juniors         | 3–2 | Montevideo Wanderers |  | Buenos Aires |
| 14 de agosto de 1986 |     |                      |  |              |
| River Plate          | 4–2 | Montevideo Wanderers |  | Buenos Aires |
| 20 de agosto de 1986 |     |                      |  |              |
| River Plate          | 1–0 | Boca Juniors         |  | Buenos Aires |

### Grupo 2
| Time                             | Pts | J | V | E | D | GP | GC | SG |
| -------------------------------- | --- | - | - | - | - | -- | -- | -- |
| Bolívar                          | 9   | 6 | 4 | 1 | 1 | 12 | 7  | 5  |
| Jorge Wilstermann                | 6   | 6 | 3 | 0 | 3 | 11 | 8  | 3  |
| Universitario                    | 6   | 6 | 3 | 0 | 3 | 9  | 11 | -2 |
| Universidad Técnica de Cajamarca | 3   | 6 | 1 | 1 | 4 | 7  | 13 | -6 |

| 27 de abril de 1986 |     |                     |  |            |
| Universitario       | 2–0 | Universidad Técnica |  | Lima       |
| Bolívar             | 2–0 | Jorge Wilstermann   |  | La Paz     |
| 10 de maio de 1986  |     |                     |  |            |
| Jorge Wilstermann   | 4–0 | Universitario       |  | Cochabamba |
| 11 de maio de 1986  |     |                     |  |            |
| Bolívar             | 2–1 | Universidad Técnica |  | La Paz     |
| 13 de maio de 1986  |     |                     |  |            |
| Bolívar             | 4–0 | Universitario       |  | La Paz     |
| 14 de maio de 1986  |     |                     |  |            |
| Jorge Wilstermann   | 2–0 | Universidad Técnica |  | Cochabamba |
| 18 de maio de 1986  |     |                     |  |            |
| Jorge Wilstermann   | 1–2 | Bolívar             |  | Cochabamba |
| Universidad Técnica | 1–3 | Universitario       |  | Cajamarca  |
| 21 de maio de 1986  |     |                     |  |            |
| Universitario       | 3–0 | Bolívar             |  | Lima       |
| 24 de maio de 1986  |     |                     |  |            |
| Universidad Técnica | 2–2 | Bolívar             |  | Cajamarca  |
| 25 de maio de 1986  |     |                     |  |            |
| Universitario       | 1–2 | Jorge Wilstermann   |  | Lima       |
| 28 de maio de 1986  |     |                     |  |            |
| Universidad Técnica | 3–2 | Jorge Wilstermann   |  | Cajamarca  |

### Grupo 3
| Time            | Pts | J | V | E | D | GP | GC | SG |
| --------------- | --- | - | - | - | - | -- | -- | -- |
| Barcelona SC    | 8   | 6 | 2 | 4 | 0 | 7  | 5  | 2  |
| Coritiba        | 7   | 6 | 2 | 3 | 1 | 8  | 5  | 3  |
| Deportivo Quito | 7   | 6 | 2 | 3 | 1 | 12 | 11 | 1  |
| Bangu           | 2   | 6 | 0 | 2 | 4 | 6  | 12 | -6 |

| 20 de abril de 1986 |     |                 |  |                |
| Barcelona           | 3–3 | Deportivo Quito |  | Guayaquil      |
| 25 de abril de 1986 |     |                 |  |                |
| Barcelona           | 1–1 | Coritiba        |  | Guayaquil      |
| 29 de abril de 1986 |     |                 |  |                |
| Deportivo Quito     | 2–1 | Coritiba        |  | Quito          |
| 1 de maio de 1986   |     |                 |  |                |
| Barcelona           | 1–0 | Bangu           |  | Guayaquil      |
| 6 de maio de 1986   |     |                 |  |                |
| Deportivo Quito     | 3–1 | Bangu           |  | Quito          |
| 13 de maio de 1986  |     |                 |  |                |
| Bangu               | 1–1 | Coritiba        |  | Rio de Janeiro |
| 15 de julho de 1986 |     |                 |  |                |
| Bangu               | 1–2 | Barcelona       |  | Rio de Janeiro |
| 18 de julho de 1986 |     |                 |  |                |
| Coritiba            | 0–0 | Barcelona       |  | Curitiba       |
| 22 de julho de 1986 |     |                 |  |                |
| Bangu               | 3–3 | Deportivo Quito |  | Rio de Janeiro |
| 25 de julho de 1986 |     |                 |  |                |
| Coritiba            | 3–1 | Deportivo Quito |  | Curitiba       |
| 29 de julho de 1986 |     |                 |  |                |
| Coritiba            | 2–0 | Bangu           |  | Curitiba       |
| Deportivo Quito     | 0–0 | Barcelona       |  | Quito          |

### Grupo 4
| Time                 | Pts | J | V | E | D | GP | GC | SG |
| -------------------- | --- | - | - | - | - | -- | -- | -- |
| América de Cali      | 9   | 6 | 3 | 3 | 0 | 8  | 4  | 4  |
| Deportivo Cali       | 7   | 6 | 2 | 3 | 1 | 8  | 5  | 3  |
| Cobresal             | 7   | 6 | 1 | 5 | 0 | 6  | 5  | 1  |
| Universidad Católica | 1   | 6 | 0 | 1 | 5 | 5  | 13 | -8 |

| 12 de março de 1986  |     |                      |  |             |
| América de Cali      | 0–0 | Deportivo Cali       |  | Cali        |
| 18 de março de 1986  |     |                      |  |             |
| América de Cali      | 0–0 | Cobresal             |  | Cali        |
| 21 de março de 1986  |     |                      |  |             |
| Deportivo Cali       | 1–1 | Cobresal             |  | Cali        |
| 26 de março de 1986  |     |                      |  |             |
| Cobresal             | 1–1 | Universidad Católica |  | El Salvador |
| 1 de abril de 1986   |     |                      |  |             |
| América de Cali      | 2–1 | Universidad Católica |  | Cali        |
| 4 de abril de 1986   |     |                      |  |             |
| Deportivo Cali       | 3–1 | Universidad Católica |  | Cali        |
| 9 de abril de 1986   |     |                      |  |             |
| Universidad Católica | 0–1 | Cobresal             |  | Santiago    |
| 10 de abril de 1986  |     |                      |  |             |
| Deportivo Cali       | 0–1 | América de Cali      |  | Cali        |
| 15 de abril de 1986  |     |                      |  |             |
| Universidad Católica | 1–3 | Deportivo Cali       |  | Santiago    |
| 18 de abril de 1986  |     |                      |  |             |
| Cobresal             | 2–2 | América de Cali      |  | El Salvador |
| 22 de abril de 1986  |     |                      |  |             |
| Cobresal             | 1–1 | Deportivo Cali       |  | El Salvador |
| 25 de abril de 1986  |     |                      |  |             |
| Universidad Católica | 1–3 | América de Cali      |  | Santiago    |

### Grupo 5
| Time¹    | Pts | J | V | E | D | GP | GC | SG |
| -------- | --- | - | - | - | - | -- | -- | -- |
| Olímpia  | 6   | 2 | 2 | 0 | 0 | 5  | 2  | 3  |
| Nacional | 0   | 2 | 0 | 0 | 2 | 2  | 5  | -3 |

| 6 de agosto de 1986  |     |          |  |          |
| Olímpia              | 3–1 | Nacional |  | Assunção |
| 13 de agosto de 1986 |     |          |  |          |
| Nacional             | 1–2 | Olímpia  |  | Assunção |

¹A FIFA suspendeu a Federação Venezuelana de Futebol por irregularidades em sua administração e, por esse motivo, os clubes Estudiantes de Mérida e Deportivo Táchira não puderam representar a  Venezuela na competição.

## Semifinais

### Grupo A
| Time               | Pts | J | V | E | D | GP | GC | SG |
| ------------------ | --- | - | - | - | - | -- | -- | -- |
| River Plate        | 5   | 4 | 2 | 1 | 1 | 7  | 3  | 4  |
| Argentinos Juniors | 5   | 4 | 2 | 1 | 1 | 3  | 1  | 2  |
| Barcelona SC       | 2   | 4 | 1 | 0 | 3 | 2  | 8  | -6 |

| 4 de setembro de 1986  |           |                    |  |              |
| Argentinos Juniors     | 0–0       | River Plate        |  | Buenos Aires |
| 11 de setembro de 1986 |           |                    |  |              |
| Barcelona              | 1–0       | Argentinos Juniors |  | Guayaquil    |
| 16 de setembro de 1986 |           |                    |  |              |
| Barcelona              | 0–3       | River Plate        |  | Guayaquil    |
| 23 de setembro de 1986 |           |                    |  |              |
| River Plate            | 4–1       | Barcelona          |  | Buenos Aires |
| 26 de setembro de 1986 |           |                    |  |              |
| River Plate            | 0–2       | Argentinos Juniors |  | Buenos Aires |
| 30 de setembro de 1986 |           |                    |  |              |
| Argentinos Juniors     | 1–0       | Barcelona          |  | Buenos Aires |
| Desempate              |           |                    |  |              |
| 3 de outubro de 1986   |           |                    |  |              |
| Argentinos Juniors     | 0–0 (pro) | River Plate        |  | Buenos Aires |

### Grupo B
| Time            | Pts | J | V | E | D | GP | GC | SG |
| --------------- | --- | - | - | - | - | -- | -- | -- |
| América de Cali | 5   | 4 | 2 | 1 | 1 | 4  | 4  | 0  |
| Olímpia         | 4   | 4 | 1 | 2 | 1 | 5  | 4  | 1  |
| Bolívar         | 3   | 4 | 1 | 1 | 2 | 5  | 6  | -1 |

| 11 de setembro de 1986 |     |                 |  |          |
| Olímpia                | 3–1 | Bolívar         |  | Assunção |
| 16 de setembro de 1986 |     |                 |  |          |
| Olímpia                | 1–1 | América de Cali |  | Assunção |
| 20 de setembro de 1986 |     |                 |  |          |
| Bolívar                | 2–0 | América de Cali |  | La Paz   |
| 24 de setembro de 1986 |     |                 |  |          |
| América de Cali        | 2–1 | Bolívar         |  | Cali     |
| 30 de setembro de 1986 |     |                 |  |          |
| Bolívar                | 1–1 | Olímpia         |  | La Paz   |
| 5 de outubro de 1986   |     |                 |  |          |
| América de Cali        | 1–0 | Olímpia         |  | Cali     |

## Finais
Jogo de ida
| 22 de outubro | América de Cali | 1 – 2 | River Plate            | Estádio Olímpico Pascual Guerrero, Cáli  |
|               | Cabañas 46'     |       | Alonso 22' · Funes 25' | Público: 48 600 Árbitro: Juan Cardellino |

América: Falconi, Valencia, Esterilla, Espinosa e Porras; Ischia (De Ávila), Aquino e Cabañas; Ortiz (Alex Escobar), Gareca e Battaglia. Técnico: Gabriel Ochoa Uribe
Rive Plate: Pumpido, Gordillo, Gutierrez, Ruggeri e Montenegro; Gallego, Alonso (Sperandío) e Alfaro (Troglio); Enrique, Alzamendi e Funes. Técnico: Héctor Veira
Jogo de volta
| 29 de outubro | River Plate | 1 – 0 | América de Cali | Monumental de Núñez, Buenos Aires            |
|               | Funes 68'   |       |                 | Público: 80 000 Árbitro: José Roberto Wright |

River Plate: Pumpido, Gordillo, Gutierrez, Ruggeri e Montenegro; Gallego, Alonso e Alfaro (Gómez); Enrique, Alzamendi (Sperandío) e Funes. Técnico: Héctor Veira
América: Falconi, Valencia (De Ávila), Esterilla, Luna e Porras; Ischia, Aquino (Alex Escobar) e Cabañas; Ortiz, Gareca e Battaglia. Técnico: Gabriel Ochoa Uribe
| Libertadores de 1986            |
| ------------------------------- |
| RIVER PLATE Campeão (1º título) |

## Classificação Geral
| Pos | Times                            | P  | J  | V | E | D | GP | GC | SG | Resultado     |
| --- | -------------------------------- | -- | -- | - | - | - | -- | -- | -- | ------------- |
| 1   | River Plate                      | 20 | 12 | 9 | 2 | 1 | 23 | 8  | 15 | Campeão       |
| 2   | América de Cali                  | 14 | 12 | 5 | 4 | 3 | 13 | 11 | 2  | Vice campeão  |
| 3   | Bolívar                          | 12 | 10 | 5 | 2 | 3 | 17 | 13 | 4  | Semifinal     |
| 4   | Olímpia                          | 10 | 6  | 3 | 2 | 1 | 10 | 6  | 4  | Semifinal     |
| 5   | Barcelona SC                     | 10 | 10 | 3 | 4 | 3 | 9  | 13 | -4 | Semifinal     |
| 6   | Argentinos Juniors               | 5  | 4  | 2 | 1 | 1 | 3  | 1  | 2  | Semifinal     |
| 7   | Deportivo Cali                   | 7  | 6  | 2 | 3 | 1 | 8  | 5  | 3  | Primeira Fase |
| 8   | Coritiba                         | 7  | 6  | 2 | 3 | 1 | 8  | 5  | 3  | Primeira Fase |
| 9   | Deportivo Quito                  | 7  | 6  | 2 | 3 | 1 | 12 | 11 | 1  | Primeira Fase |
| 10  | Cobresal                         | 7  | 6  | 1 | 5 | 0 | 6  | 5  | 1  | Primeira Fase |
| 11  | Jorge Wilstermann                | 6  | 6  | 3 | 0 | 3 | 11 | 8  | 3  | Primeira Fase |
| 12  | Montevideo Wanderers             | 6  | 6  | 3 | 0 | 3 | 10 | 10 | 0  | Primeira Fase |
| 13  | Boca Juniors                     | 6  | 6  | 2 | 2 | 2 | 7  | 8  | -1 | Primeira Fase |
| 14  | Universitario                    | 6  | 6  | 3 | 0 | 3 | 9  | 11 | -2 | Primeira Fase |
| 15  | Universidad Técnica de Cajamarca | 3  | 6  | 1 | 1 | 4 | 7  | 13 | -6 | Primeira Fase |
| 16  | Bangu                            | 2  | 6  | 0 | 2 | 4 | 6  | 12 | -6 | Primeira Fase |
| 17  | Universidad Católica             | 1  | 6  | 0 | 1 | 5 | 5  | 13 | -8 | Primeira Fase |
| 18  | Peñarol                          | 1  | 6  | 0 | 1 | 5 | 4  | 12 | -8 | Primeira Fase |
| 19  | Nacional                         | 0  | 2  | 0 | 0 | 2 | 2  | 5  | -3 | Primeira Fase |